# Psalmopoeus langenbucheri
Psalmopoeus langenbucheri är en spindelart som beskrevs av Schmidt, Bullmer och Thierer-Lutz 2006. Psalmopoeus langenbucheri ingår i släktet Psalmopoeus och familjen fågelspindlar.
Artens utbredningsområde är Venezuela. Inga underarter finns listade i Catalogue of Life.